# Barringerkrateret
Barringer-krateret, der også kaldes Meteor Crater er et typisk mindre nedslagskrater i Arizona, USA, der har en diameter på 1.200 meter og en dybde på 170 meter. Krateret blev dannet for 50.000 år siden af en 50 meter stor, og 300.000 ton tung meteoroide af jern og nikkel, der kom med en fart af 12-13km/s og en energi på 10 megaton TNT og det minder i sin udseende meget om kratere på Månen, Merkur, på Saturns måne Mimas og på asteroiden 4 Vesta. Modsat andre nedslagskratere på Jorden, har dette krater ikke været udsat for større nedbrydning på grund af ørkenklimaet. 
Barringer-krateret er et af de i alt 182 verificerede meteorkratere på Jorden.